# Anna Katharina von Offen

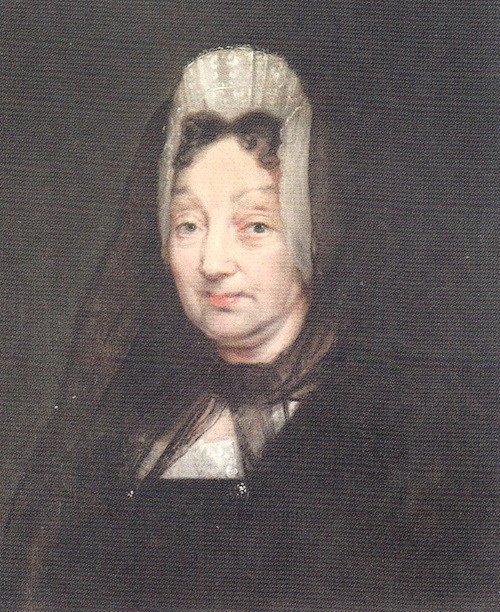
Anna Katharina von Harling, geborene von Offen

Anna Catharina von Offen (auch: Anna Katharina von Uffeln und Anna Katharina von Offeln; sowie Anna Katherine Offeln * 1624 in Entrup; † 1. März 1702 in Hannover) war eine deutsche Hofdame und Prinzen- und Prinzessinnen-Gouvernante sowie Oberhofmeisterin der Kurfürstin von Hannover, Sophie von der Pfalz.

## Leben

### Herkunft

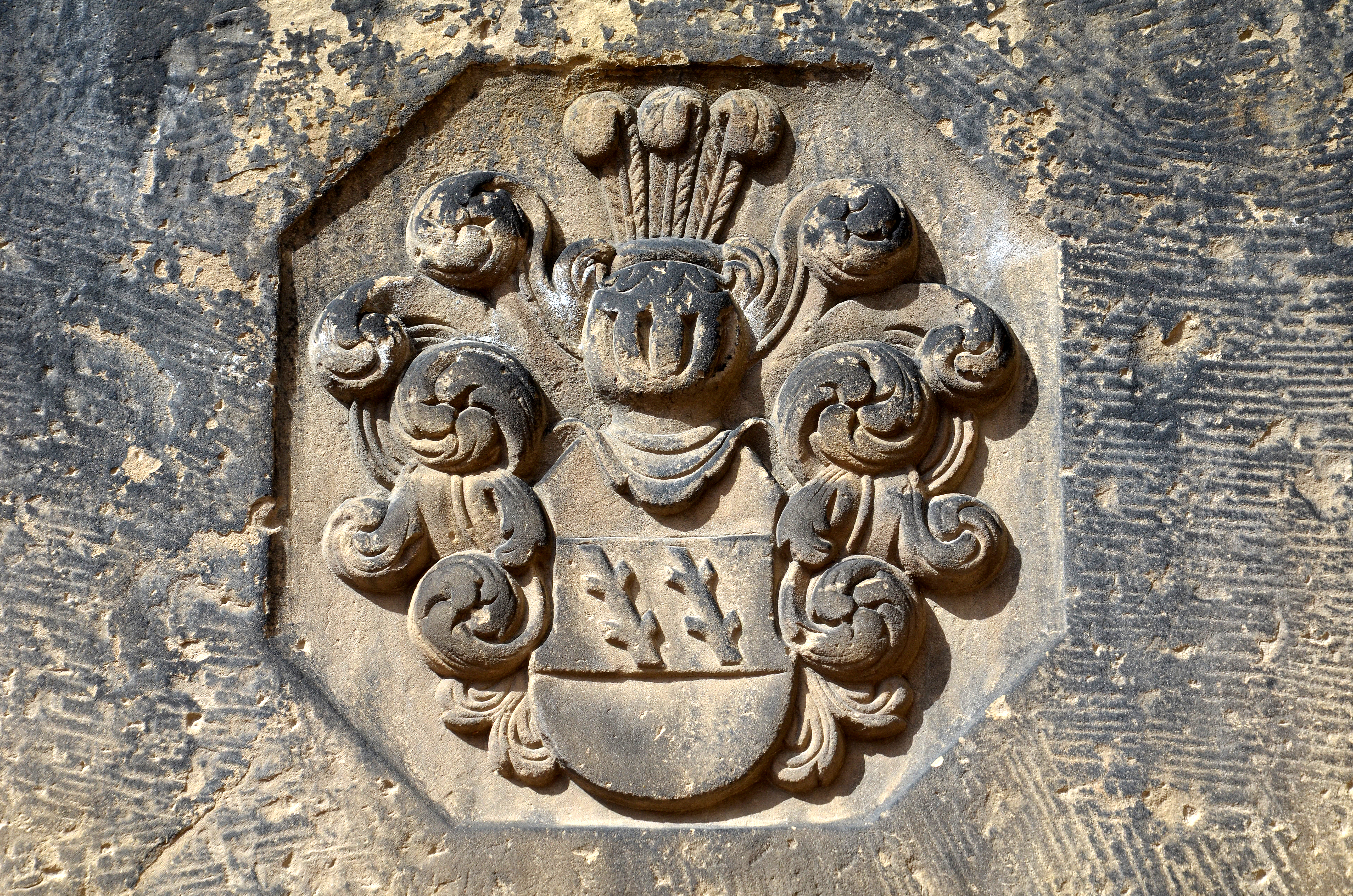
Wappen der Catharina von Offen

Anna Katharina von Offen war ein Abkömmling des aus der Grafschaft Lippe stammenden Adelsgeschlechts von Offen. Entgegen vereinzelt anzutreffenden Verlautbarungen gehörte sie also nicht dem Geschlecht der Herren von Uffeln an. Ihre Eltern waren die Edelleute Jobst Bernhard von Offen († 1654) und Hedwig Werpup († 1656). Ihre Schwester Anna Maria von Offen war Oberhofmeisterin in Mecklenburg, ihr Bruder Jobst Moritz von Offen (1635–1692) war Generalleutnant in kurbraunschweigischen Diensten und Erbherr auf Entrup.

### Werdegang

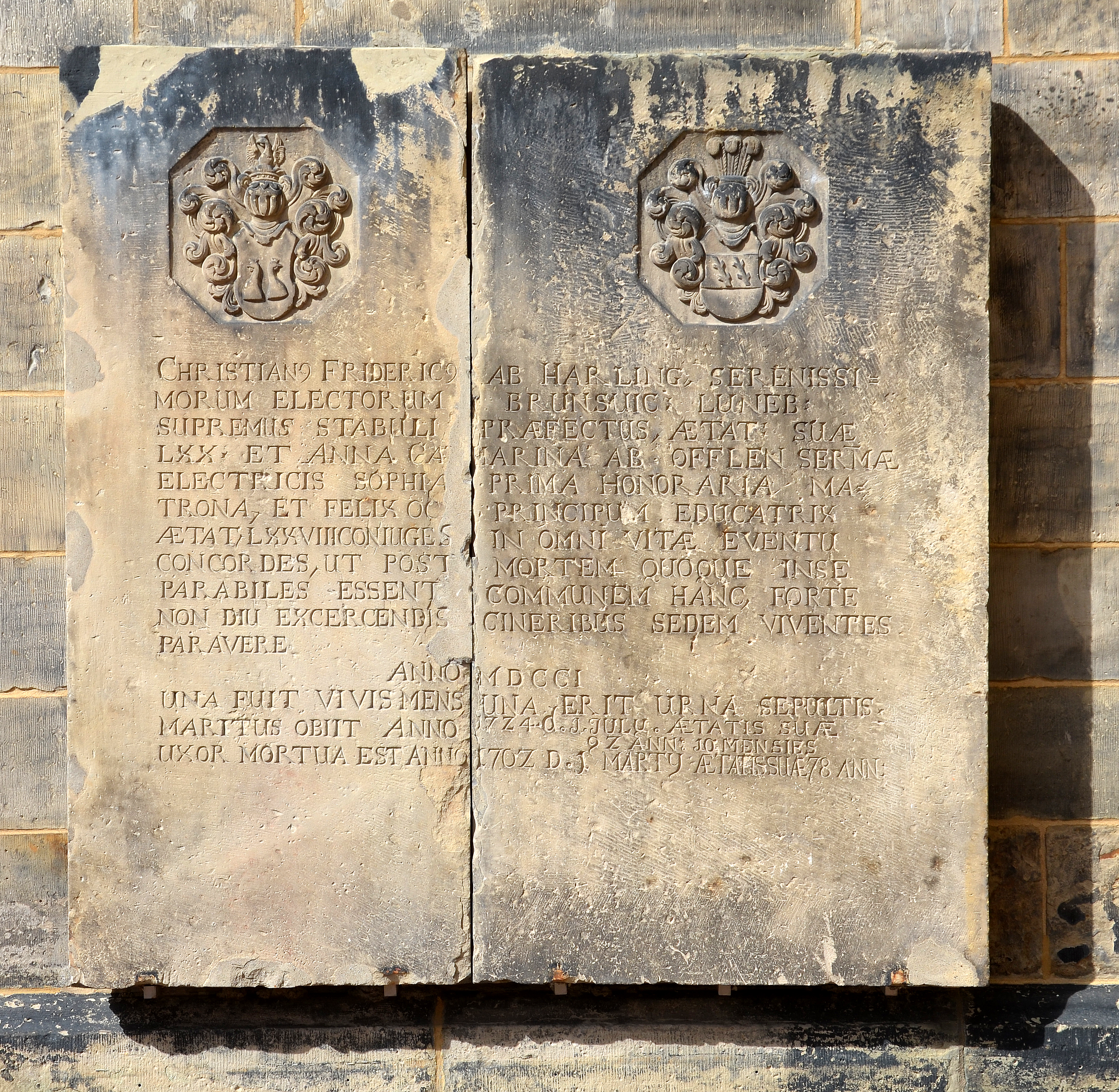
Doppelgrabstein mit ihrem Ehemann Christian Friedrich von Harling

Anna Katharina von Offen war, noch bevor sie den Geheimen Rat und Oberstallmeister am kurfürstlichen Hof zu Hannover, Christian Friedrich von Harling (1631–1724) heiratete, Erzieherin der jungen Prinzessin Liselotte von der Pfalz, der späteren Herzogin von Orléans, mit der sie zeitlebens in engem Briefkontakt blieb.
Ab 1684 bewohnte Anna Katharina das ihr von Ernst August, Herzog von Braunschweig-Lüneburg geschenkte sogenannte „Harlingsche Haus“ in der Calenberger Straße 29/30 „[...] auf der Neustadt“ bei Hannover.
Vermählt war sie dann die Oberhofmeisterin der Kurfürstin von Hannover. Auch die Tochter der Kurfürstin, Sophie Charlotte von Hannover, die nachmals die erste preußische Königin wurde, wurde seit 1678 von Anna Katharina von Harling erzogen. Auch noch der Sohn Sophie Charlottes, nachmals preußischer König Friedrich Wilhelm I., wurde 1692 im Alter von vier Jahren der Obhut Anna Katharina von Harlings anvertraut, gemeinsam mit dem späteren britischen König Georg II., allerdings vertrugen sich die beiden kleinen Kurprinzen nicht miteinander. Sehr gerne hätte auch die Herzogin von Orléans, Liselotte von der Pfalz, ihre Kinder der Erziehung Anna Katharina von Harlings anvertraut.
Ebenso wie ihr Ehemann und andere hochgestellte Hofbeamte, wie etwa Gottfried Wilhelm Leibniz, genoss von Offen das Privileg, in der Neustädter Hof- und Stadtkirche St. Johannis bestattet zu werden. Der Doppelgrabstein mit dem ihres Mannes findet sich heute – sozusagen als Epitaph – an der südlichen Kirchturm-Außenmauer des Gotteshauses.